# 環江金線魮
環江金線魮（学名：Sinocyclocheilus huanjiangensis），又稱環江金線鲃，为輻鰭魚綱鯉形目鲤科的其中一種，分布於亞洲中國廣西壯族自治區環江毛南族自治縣地下溶洞流域，本魚體延長且側扁，口端位，具觸鬚2對，上頷略長於下頷，眼大，側線明顯，體被小細鱗，側線鱗54-65枚，背鰭鰭條8枚，鰭條末端變硬，體色銀灰色，側線上部顏色較深，沿著側線有一條褐色條紋，棲息在洞穴中底層水域，可做為食用魚，生活習性不明。
其种加词“huanjiangensis”意为“广西环江毛南族自治县的”。